# Trimix
Trimix ist ein Atemgasgemisch aus Sauerstoff, Stickstoff und Helium, das beim technischen Tauchen zum Erreichen großer Tiefen genutzt wird. Durch die Zugabe von Helium im Atemgas wird der O2- und N2-Partialdruck auf akzeptable Werte angepasst. Das Helium selbst hat praktisch keine Wechselwirkungen mit dem menschlichen Körper, da es als Edelgas sehr reaktionsträge ist und sich nur wenig im Fettgewebe und in den Nervenzellen löst. Die negativen Effekte von Sauerstoff und Stickstoff (Stickstoffnarkose, Sauerstoffvergiftung des ZNS) sowie das Risiko, eine Dekompressionskrankheit zu erleiden, werden dadurch verringert. Im Allgemeinen wird der Begriff verwendet, wenn der Sauerstoffanteil 21 % oder weniger beträgt. Bei einem Sauerstoffanteil >21 % wird das Gemisch als Triox bezeichnet.
Durch die Zugabe von Helium wird eine Sauerstoff-/Stickstoffnarkose weitestgehend unterdrückt, um hiermit Tauchtiefen unterhalb der üblichen Sporttauchergrenze von 40 Metern aufsuchen zu können. Ein weiterer Vorteil liegt in der im Vergleich zu Luft wesentlich geringeren Dichte des Gasgemisches. Dies resultiert in einer geringeren Atemarbeit des Atemreglers und einer Verringerung des Risikos einer Hyperkapnie. Als negative Nebenwirkung kann das High Pressure Nervous Syndrome (HPNS) auftreten, welches durch Helium in Tiefen ab etwa 130 Metern in Verbindung mit hohen Abstiegsgeschwindigkeiten verursacht wird.
Tests der Zeitschrift Tauchen (Heft November 2009) haben ergeben, dass bei Verwendung von Trimix die Temperatur in der ersten Stufe des Atemreglers bis zu ca. 25 °C höher liegen kann als bei Verwendung von Druckluft. Dies könnte das Risiko einer Vereisung des Druckminderers und der Atemregler verringern, welches eine Fehlfunktion der vorgenannten Teile, oftmals in Form unkontrollierten Austritts des Atemgases, hervorruft.

## Benennung und Beispiele
Trimix-Gemische werden nach den Anteilen von Sauerstoff und Helium benannt. Die Bezeichnung des Gemisches wie folgendermaßen gebildet: Tx Sauerstoffgehalt/Heliumgehalt. So enthält ein Gemisch mit der Bezeichnung Tx21/35 beispielsweise 21 % O2 sowie 35 % He. Der Rest von 44 % ist Stickstoff.
| Tiefe   | Name    | Gemisch                   | Partialdruck bei max. Tauchtiefe |
| ------- | ------- | ------------------------- | -------------------------------- |
| 0–045 m | Tx21/35 | 21 % O₂, 35 % He, 44 % N₂ | 1,15 atm O₂, 2,4 atm N₂          |
| 0–060 m | Tx18/45 | 18 % O₂, 45 % He, 37 % N₂ | 1,26 atm O₂, 2,6 atm N₂          |
| 1–075 m | Tx15/55 | 15 % O₂, 55 % He, 30 % N₂ | 1,27 atm O₂, 2,6 atm N₂          |
| 6–090 m | Tx12/65 | 12 % O₂, 65 % He, 23 % N₂ | 1,20 atm O₂, 2,3 atm N₂          |
| 9–120 m | Tx10/70 | 10 % O₂, 70 % He, 20 % N₂ | 1,30 atm O₂, 2,6 atm N₂          |

Die aufgeführten Gemische haben gemeinsam, dass der Sauerstoffpartialdruck auf der Zieltiefe nicht über 1,3 bar liegt. Die äquivalente Narkosetiefe (END – Equivalent Narcotic Depth) liegt jeweils flacher als 30 m. Bei den Gemischen, deren Sauerstoffanteil unterhalb 18 % liegt, ist zu beachten, dass diese an der Oberfläche nicht ohne Risiko einer Hypoxie atembar sind.

## Sonderfälle und Alternativen

### Heliair
Spricht man von Trimix, so meint man ein freies, optimiertes Verhältnis der Anteile von Helium, Sauerstoff und Stickstoff zueinander. Ein Sonderfall ist das sogenannte Heliair, bei dem der Atemluft nur ein Anteil Helium beigemischt wird, das Verhältnis von Stickstoff zu Sauerstoff aber bei 78:21 bleibt. Vorteil ist die wesentlich vereinfachte und damit günstige Herstellung. Nachteilig ist der vergleichsweise hohe verbleibende Stickstoffanteil.

### Berufstaucher und größere Tiefen
Größere Tauchtiefen können auch durch Gemische wie Hydrox, das aus Wasserstoff (lat. Hydrogenium) und Sauerstoff besteht, sowie Hydreliox – Wasserstoff, Helium und Sauerstoff – erreicht werden. Mit Hydreliox konnten Taucher einem Druck ausgesetzt werden, der einer Tauchtiefe von ca. 700 m entsprach. Wegen der aufwändigen Kompressions- bzw. Dekompressionsphasen dauerte dieser „Tauchgang“ insgesamt mehr als 40 Tage.